# Broken Arrows
"Broken Arrows" é um single de 2015 de Avicii, com vocais não creditados de Zac Brown, do grupo de música country norte-americano Zac Brown Band.  A música foi lançada pela Universal Music e está presente no álbum "Stories" de Avicii.

## Composição
A canção foi escrita por Tim Bergling (Avicii) com Zac Brown, Rami Yacoub, Carl Falk, Niko Moon e Eric Turner e combina os vocais de Brown com "batimento de baixo e linhas de sintetizador cintilantes".
Como um dos singles anteriores de Avicii, "Hey Brother", "Broken Arrows" é uma música de dança contendo elementos de música country. Está escrito na chave de Sol maior.

## Recepção
"Broken Arrows" recebeu críticas positivas. Chris Parton, da revista Rolling Stone, descreveu os vocais de Brown como "cristalinos" e o refrão da música como "uma mistura entre uma música-tema de programa de jogos e algo do Super Mario Bros. da Nintendo". Já Marcus K. Dowling notou semelhanças entre esta canção e a música "The Gambler", de Kenny Rogers, em uma crítica para a Insomniac.

## Videoclipe
O videoclipe que acompanha a música foi dirigido por Julius Onah e lançado em 23 de novembro de 2015. É inspirado na vida de Dick Fosbury, que revolucionou o salto em altura ao introduzir uma nova técnica conhecida como o "Fosbury Flop (en)".
O videoclipe começa com a legenda: "Inspirado em uma História Verdadeira" e se passa em Fairmont, uma localização fictícia na Califórnia em 1967. Lá, um atleta em dificuldades vive sozinho com sua filha em um trailer e é criticado por seu treinador por não ter um desempenho suficiente no campo. O atleta é mostrado descendo em alcoolismo e desespero. Mas ele é inspirado novamente pelo entusiasmo e acrobacias de sua filha para inventar uma nova técnica de salto, levando a uma medalha de ouro nas Olimpíadas de Verão de 1968. Embora o vídeo fale sobre Fosbury, exibe, no entanto, um recorte de jornal, atribuindo-o a um atleta olímpico de salto em altura americano fictício chamado Richard Radomsky. O atleta também tem a assinatura AV de Avicii tatuada em suas costas.
O papel de Richard Radomsky é interpretado por Joshua Fredric Smith, e sua filha é interpretada por Emily Skinner (en). Richard Neil interpreta o treinador no vídeo.

## Faixas
| Download digital — Remixes |                                       |         |  |
| N.º                        | Título                                | Duração |  |
| 1.                         | "Broken Arrows" (M-22 Remix)          | 3:58    |  |
| 2.                         | "Broken Arrows" (Aston Shuffle Remix) | 3:39    |  |
| 3.                         | "Broken Arrows" (Kid Remix)           | 4:22    |  |
| 4.                         | "Broken Arrows" (Didrick Remix)       | 2:55    |  |

## Desempenho nas tabelas musicais
| Tabela musical (2015–16)                          | Melhor posição |
| ------------------------------------------------- | -------------- |
| Austrália (ARIA)                                  | 30             |
| Áustria (Ö3 Austria Top 75)                       | 70             |
| Bélgica (Ultratip Bubbling Under da Valônia)      | 48             |
| Bélgica (Ultratip Wallonia)                       | 1              |
| Bélgica (Ultratip Bubbling Under de Flandres)     | 12             |
| Bélgica (Ultratop Dance de Flandres)              | 16             |
| Eslováquia (Rádio Top 100)                        | 95             |
| Estados Unidos (Billboard Dance/Electronic Songs) | 10             |
| Hungria (Dance Top 40)                            | 25             |
| Hungria (Rádiós Top 40)                           | 1              |
| Hungria (Single Top 40)                           | 21             |
| Irlanda (IRMA)                                    | 74             |
| Noruega (VG-lista)                                | 38             |
| Nova Zelândia (Recorded Music NZ)                 | 7              |
| Países Baixos (Single Top 100)                    | 86             |
| Reino Unido (Official Charts Company)             | 178            |
| Suécia (Sverigetopplistan)                        | 4              |
| Suíça (Schweizer Hitparade)                       | 57             |

| País                  | Certificação | Vendas  |
| --------------------- | ------------ | ------- |
| Canadá (Music Canada) | Ouro         | 40,000  |
| Suécia (GLF)          | 3× Platina   | 120,000 |